# Tour préliminaire à la Coupe d'Asie des nations de football 1960

Équipes qualifiées
Équipes participantes
Équipes ayant déclaré forfait

Cette page présente le tour préliminaire à la Coupe d'Asie des nations 1960.
Onze pays affiliés à l'AFC s'engagent dans la deuxième édition de la Coupe d'Asie des nations. La Corée du Sud, tenant du titre et pays hôte du tournoi final, est directement qualifiée et ne dispute pas ces éliminatoires.
Ce tour préliminaire concerne 10 équipes asiatiques, réparties en 3 groupes géographiques. Le vainqueur de chacun des groupes est qualifié pour la phase finale.

## Tirage au sort des groupes éliminatoires
| - Zone Ouest : - Israël - Iran - Pakistan - Inde | - Zone centrale : - Malaya - Sud-Vietnam - Singapour | - Zone Est : - Philippines - Hong Kong - Taipei chinois |

## Tournoi de la zone Ouest:Israël
- Tournoi organisé en Inde :

| Rang | Équipe   | Pts | J | G | N | P | Bp | Bc | Diff |  | Résultats |     |     |     |     |
| ---- | -------- | --- | - | - | - | - | -- | -- | ---- |  | --------- | --- | --- | --- | --- |
| 1    | Israël   | 8   | 6 | 3 | 2 | 1 | 10 | 8  | +2   |  | Israël    |     | 1-1 | 2-0 | 2-1 |
| 2    | Iran     | 7   | 6 | 3 | 1 | 2 | 12 | 10 | +2   |  | Iran      | 3-0 |     | 4-1 | 1-3 |
| 3    | Pakistan | 5   | 6 | 2 | 1 | 3 | 8  | 10 | -2   |  | Pakistan  | 2-2 | 4-1 |     | 1-0 |
| 4    | Inde     | 4   | 6 | 2 | 0 | 4 | 7  | 9  | -2   |  | Inde      | 1-3 | 1-2 | 1-0 |     |

## Tournoi de la zone centrale:Sud-Vietnam
Le Cambodge, la Thaïlande, la Birmanie et l'Indonésie, au départ inscrits pour participer à cette zone éliminatoire, déclarent finalement forfait pour des raisons diverses.
- Tournoi organisé à Singapour :

| Rang | Équipe      | Pts | J | G | N | P | Bp | Bc | Diff |  | Résultats   |  |     |     |
| ---- | ----------- | --- | - | - | - | - | -- | -- | ---- |  | ----------- |  | --- | --- |
| 1    | Sud-Vietnam | 4   | 2 | 2 | 0 | 0 | 5  | 1  | +4   |  | Sud-Vietnam |  | 1-0 | 4-1 |
| 2    | Malaya      | 2   | 2 | 1 | 0 | 1 | 5  | 3  | +2   |  | Malaya      |  |     | 5-2 |
| 3    | Singapour   | 0   | 2 | 0 | 0 | 2 | 3  | 9  | -6   |  | Singapour   |  |     |     |

## Tournoi de la zone Est:Taipei chinois
- Tournoi organisé aux Philippines :

| Rang | Équipe         | Pts | J | G | N | P | Bp | Bc | Diff |  | Résultats      |  |     |     |
| ---- | -------------- | --- | - | - | - | - | -- | -- | ---- |  | -------------- |  | --- | --- |
| 1    | Taipei chinois | 4   | 2 | 2 | 0 | 0 | 14 | 8  | +6   |  | Taipei chinois |  | 7-4 | 7-4 |
| 2    | Hong Kong      | 2   | 2 | 1 | 0 | 1 | 11 | 7  | +4   |  | Hong Kong      |  |     | 7-0 |
| 3    | Philippines    | 0   | 2 | 0 | 0 | 2 | 4  | 14 | -10  |  | Philippines    |  |     |     |

## Les qualifiés
- Corée du Sud - Pays organisateur
- Israël - Vainqueur du groupe Ouest
- Sud-Vietnam - Vainqueur du groupe central
- Taipei chinois - Vainqueur du groupe Est